# Fair Light van't Heike
Fair Light van't Heike (née le 8 mai 2005 de la jument Volympia van't Heike et l'étalon Vigo d'Arsouilles) est une jument belge de robe alezane, inscrite au stud-book du BWP. Elle concourt en saut d'obstacles sous la selle du cavalier belge Nick Vrins dans un premier temps, puis celle de la cavalière australienne Edwina Tops-Alexander de 2013 à 2016, enfin avec l'Italien Alberto Zorzi. 

## Histoire
Elle naît à l'élevage de Karel Boonen en Belgique. Elle est finaliste du championnat du monde des jeunes chevaux d'obstacle à Lanaken, à l'âge de 6 ans, en 2011.
En janvier 2013, alors qu'elle est âgée de 8 ans et concours en niveau deux étoiles, Jan Tops en fait l'acquisition auprès de Nick Vrins pour son épouse Edwina Tops-Alexander. En 2016, la jument est finalement confiée au cavalier italien Alberto Zorzi, qui l'entraîne deux fois par jour. Confiée dès l'arrivée de Zorzi à Valkenswaard, elle devient son cheval de tête et participe largement à son accession au plus haut niveau international des compétitions de saut d'obstacles en 2016 et 2017.
En octobre 2016, le couple remporte sa première victoire en étape de la coupe du monde de saut d'obstacles à Oslo, ce qui constitue une surprise. Il se classe troisième du Longines Global Champion Tour de Shanghai en avril 2017, et second du CSIO de Rome en mai, puis second de l'étape coupe du monde à Vérone en novembre 2017.

## Description

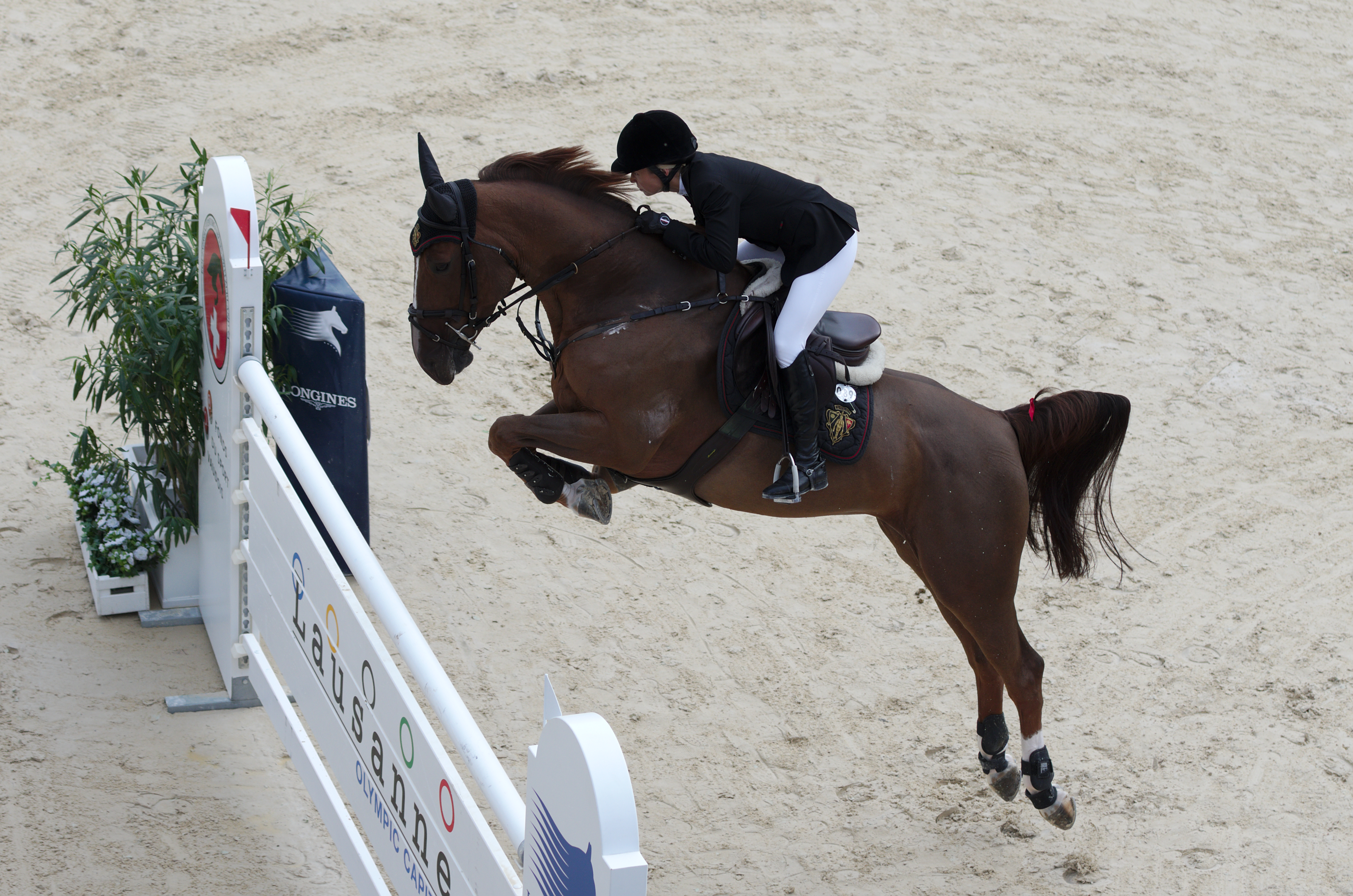
Fair Light van't Heike montée par Edwina Tops-Alexander en 2013

C'est une jument alezane. D'après Alberto Zorzi, Fair Light van't Heike est de caractère plutôt agréable, douée de respect, de force et de détermination, mais sensible à la présence d'autres chevaux dans son espace.

## Origines
Fair Light van't Heike a de très bonnes origines génétiques, son père Vigo d'Arsouilles ayant été champion du monde de sa discipline en 2010, et son grand-père maternel Darco, sixième des Championnats du monde à Stockholm en 1990.

## Annexe